# El señor de las patrañas
El señor de las patrañas es una obra de teatro  de Jaime Salom, estrenada en 1990.

## Argumento
Considerada una farsa renacentista, el autor imagina la posible existencia del escritor e impresor del siglo XVI Juan de Timoneda así como el periodo histórico que va desde el fin del Renacimiento a los primeros años de la Contrarreforma.

## Estreno
- Teatro Centro Cultural de la Villa, Madrid, 21 de octubre de 1990.
  - Dirección: Ángel F. Montesinos.
  - Escenografía: Vicente Vela.
  - Intérpretes: Francisco Valladares, Emma Penella, Emma Ozores, María Garralón, José Cerro, Felipe Jiménez, Rafael Rojas.